# ۶۵۸ (پیش از میلاد)
۶۵۸ (پیش از میلاد) ۶۵۸مین سال قبل از تقویم میلادی است.